# Eriosoma meunieri
Eriosoma meunieri är en insektsart som först beskrevs av Heie 1969.  Eriosoma meunieri ingår i släktet Eriosoma och familjen långrörsbladlöss. Inga underarter finns listade i Catalogue of Life.